# Biggar (Saskatchewan)
Biggar es un pueblo canadiense situado en la provincia de Saskatchewan.

## Superficie
Biggar tiene una superficie de 15,37 km².

## Demografía
En 2021, tenía 2133 habitantes, una densidad poblacional de 138,8 hab./km², y 1027 viviendas.